# Polarització electroquímica
|  | Per a altres significats, vegeu «polarització». |

S'anomena polarització electroquímica a la reducció de la força electromotriu d'una pila elèctrica a conseqüència de les alteracions que el seu propi funcionament provoca a les seves parts constituents, els elèctrodes i l'electròlit. La reducció de la tensió que apareix entre els borns equival a un augment de la resistència interna de l'element. Aquesta modificació és en part transitòria, ja que després d'interrompre la circulació del corrent, és normal que es recuperi, en part i espontàniament, la situació anterior després d'un cert temps, però a la llarga és acumulativa i acaba convertint la cel·la en inservible. Naturalment és un inconvenient, ja que priva d'utilitat els elements voltaics d'estructura senzilla, atès que el corrent que passa pel circuit extern disminueix contínuament, de vegades amb gran rapidesa. La major part de la història de la pila voltaica ha consistit en la lluita contra aquest fenomen o, cosa que és el mateix, la recerca d'una composició de les cel·les que subministri un voltatge com més constant millor.

## Fonament teòric
En el terminal negatiu d'una cel·la voltaica, el que tendeix a dissoldre's en l'electròlit i el que normalment proporciona la major part de l'energia en consumir-se. Però al terminal positiu també succeeixen reaccions químiques, que solen produir bombolles de gas, generalment hidrogen, i és en el que amb més força es manifesta la polarització. Si l'hidrogen es desprengués de l'elèctrode, de moment no hi hauria cap, però resulta que la major part queda adherida a ell, modificant la seva naturalesa aparent en el conjunt. Per contrarestar aquest efecte se sol emprar substàncies oxidant, que segrestant l'hidrogen, tornin a formar molècules d'aigua i mantenen l'elèctrode en perfecte estat. Aquestes substàncies s'anomenen despolaritzadors.

## Història
El nom de polarització no sembla massa adequat per aquestes coses, ja que es podria dir que el descrit fins ara és més aviat un esvaïment de la polaritat inicial. La veritat és que el terme es va originar basant-se en la següent observació: si s'aplica la tensió d'una cel·la voltaica a una altra de passiva (per tenir un únic electròlit i els dos elèctrodes del mateix metall, sense poder produir-se per tant una diferència de potencial entre ells) quan, passat un cert temps, es talla la connexió, es descobreix que la situació ha canviat i que la segona cel·la ja no és inert, sinó que es comporta també com un generador. Asch i von Humboldt van observar aquest fenomen ja el 1796, en el context dels experiments del galvanisme i abans que la pila voltaica s'hagués donat a conèixer, estudis que van ser ampliats per Ritter; Nicolas Gautherot i William Wollaston van descriure al mateix temps (1802) la força contraelectromotriu així produïda. A diferència d'altres, Alessandro Volta va interpretar correctament que el corrent aplicat inicialment creava un element voltaic monometàl·lic, però amb dos electròlits diferents, el que permetia el seu funcionament com a generador secundari.
Antoine César Becquerel va estudiar el tema posteriorment i probablement fou el primer que va comprendre la seva naturalesa amb cert luxe de detalls, ja que el 1829 va proposar una solució efectiva, la substitució de l'ió hidrogen (que es desprèn de l'ànode) per un altre que causés manco problemes, tal com es realitzaria després de forma pràctica en la pila Daniell. També ho van estudiar Ohm el 1830 i Heinrich Friedrich Emil Lenz, que el 1846 va formular quatre regles generals sobre les causes i els efectes de la polarització.
Sobre aquesta base es construiria la indústria dels acumuladors elèctrics, gràcies sobretot a la dedicació i als esforços de Gaston Planté.

## Mesura de la polarització
La polarització lineal és un mètode electroquímic per determinar la velocitat de corrosió d'un metall en un medi determinat. Consisteix a aplicar una rampa de voltatge (al voltant del potencial de corrosió) a un elèctrode del metall a estudiar inserit en el medi. Es mesura la intensitat resultat i es calcula la Resistència de Polarització Lineal (LPR) que és inversament proporcional a la velocitat de corrosió. Només es pot usar en casos de corrosió generalitzada.